# Deamia montalvoae
Deamia montalvoae es una especie de planta suculenta perteneciente al género Deamia, dentro de la familia Cactaceae.  Se distribuye por El Salvador, Guatemala y el sureste de México (concretamente en el estado de Chiapas).

## Descripción
Deamia montalvoae es una especie de cactus hemiepífito, de hábito colgante, trepador o rastrero, que se desarrolla sobre árboles o superficies rocosas. Los tallos pueden medir hasta 1,5 m de largo y tienen diámetros de 1 a 2 cm. Son articulados, cilíndricos y muy ramificados. Tienen la epidermis de color rojiza a verde-rojiza, tornándose verde lustrosa con la edad. A menudo están cubiertos por una cera cuticular dura y quebradiza y suelen presentar raíces adventicias en la parte inferior, las cuales no suelen anclarse fuertemente al tronco de los árboles o rocas.
Presentan de 7 a 8 costillas estrechas de 1 a 1,5 cm de alto, sobre las que se asientan areolas de 0,2 a 0,3 cm de diámetro y separadas entre sí de 0,5 a 2 cm. Tienen de 7 a 13 espinas de 0,4 a 2,6 cm de largo y son de color amarillento con el ápice rojo, tornándose de gris a negro con la edad. También tienen cerdas de 0,5 a 1,5 cm de largo y de color amarillento a blanquecino al madurar.
Las flores son solitarias, muy fragantes y presentan forma de embudo. Emergen de areolas subapicales, son de color blanco y miden de 23 a 30 cm de largo. Tienen el pericarpelo cubierto de cerdas y tricomas, y el perianto con numerosos segmentos diferenciados, de hasta 10 cm de largo. Los segmentos externos son de color amarillento marrón y los internos blancos. Los estambres miden de 5,5 a 8,5 cm de largo y son de color blanco, con las anteras amarillas. El estigma lo tienen ubicado por encima (hasta 1 cm) o al mismo nivel de las anteras y presenta aproximadamente 15 lóbulos de color amarillo claro. La floración se produce de marzo a abril.
Los frutos van de globosos a ovoides y son de color rojo pálido. Miden de 5 a 6 cm de largo y de 4 a 4,5 cm de ancho. Se oxidan al cortarlos y tienen la piel cubierta completamente por cerdas y tricomas (50 por areola) de 4,5 a 30 mm de largo. Tienen la pulpa blanca, fragante y dulce. Sus semillas miden de 3,1 a 3,5 mm de largo 2,1 a 2,5 mm de ancho. Son ovadas, de color marrón oscuro y brillantes, con un micro-relieve liso. La fructificación se produce de abril a agosto.

## Distribución y hábitat
El área de distribución nativa de esta especie abarca El Salvador, Guatemala y el sureste de México (concretamente el estado de Chiapas). Crece principalmente en el bioma tropical estacionalmente seco, tanto en bosques tropicales caducifolis como en áreas de transición con bosques de niebla, a elevaciones de 600 a 1200 metros sobre el nivel del mar.
Habita tanto en acantilados como alrededor de ríos y arroyos, trepando sobre árboles como Sideroxylon tepicense y distintas especies de Ficus.

## Taxonomía
Deamia montalvoae fue descrita por los botánicos Gabriel Cerén, Jenny Menjívar C. y Ángel Salvador Arias Montes, y publicada por primera vez en la revista científica Phytotaxa 369: 253 en 2018.
Etimología
- Deamia: nombre genérico otorgado en honor al botánico y recolector de plantas estadounidense Charles C. Deam (1865 – 1953), quien envió la planta Deamia testudo desde Guatemala a los botánicos estadounidenses Nathanael Lord Britton y Joseph Nelson Rose para su estudio.[5]
- montalvoae: epíteto específico otorgado en honor a Edy Albertina Montalvo por su legado en el estudio de plantas como la primera mujer salvadoreña dedicada a la botánica.[2]

## Estado de conservación
Según las directrices para el uso de las categorías y criterios de la Lista Roja de Especies Amenazadas de la UICN (2017) esta especie debería considerarse "En Peligro de Extinción (EN).

## Usos
Se cultiva raramente como planta ornamental y su propagación se realiza normalmente a través de esquejes.